# Damgan
Damgan – miejscowość i gmina we Francji, w regionie Bretania, w departamencie Morbihan.
Według danych na rok 1990 gminę zamieszkiwały 1032 osoby, a gęstość zaludnienia wynosiła 102 osoby/km² (wśród 1269 gmin Bretanii Damgan plasuje się na 565. miejscu pod względem liczby ludności, natomiast pod względem powierzchni na miejscu 831.).